# Bassy
Bassy – miejscowość i gmina we Francji, w regionie Owernia-Rodan-Alpy, w departamencie Górna Sabaudia.
Według danych na rok 1990 gminę zamieszkiwały 312 osoby, a gęstość zaludnienia wynosiła 41 osób/km² (wśród 2880 gmin regionu Rodan-Alpy Bassy plasuje się na 1317. miejscu pod względem liczby ludności, natomiast pod względem powierzchni na miejscu 1311.).